# TOCA Race Driver 3
TOCA Race Driver 3 (chamado de DTM Race Driver 3 na Alemanha, V8 Supercars 3 na Australia, TOCA Race Driver 3 Challenge na versão para PlayStation Portable)  é um jogo eletrônico de corrida, na versão Macintosh foi desenvolvido pela Robosoft e publicado pela Feral Interactive, nas outras versões foi desenvolvido e publicado pela Codemasters. Foi lançado para PlayStation 2, Windows, Xbox, Macintosh, PlayStation Portable.

## Circuitos
Os circuitos incluídos no jogo são:

### Austrália
- Mount Panorama Circuit
- Barbagallo Raceway
- Eastern Creek
- Queensland Raceway
- Oran Park Raceway
- Sandown Raceway
- Circuito de Rua de Surfers Paradise
- Symmons Plains Raceway
- Phillip Island Grand Prix Circuit
- Hidden Valley Raceway
- Circuito de Rua de Adelaide

### Barém
- Circuito Internacional do Barém

### Bélgica
- Circuito de Spa-Francorchamps

### China
- Circuito Internacional de Xangai

### República Checa
- Circuito de Brno

### Alemanha
- Hockenheimring
- EuroSpeedway Lausitz
- Norisring
- Nürburgring
- Motorsport Arena Oschersleben

### Irlanda
- Mondello Park

### Países Baixos
- Zandvoort

### Nova Zelândia
- Pukekohe Park Raceway

### Turquia
- Istanbul Park

### Reino Unido
- Donington Park
- Oulton Park
- Circuito de Silverstone
- Brands Hatch
- Bedford Autodrome
- Circuito de Snetterton
- Circuito de Castle Combe

### Estados Unidos
- Indianapolis Motor Speedway
- Nashville Superspeedway
- Dover International Speedway
- Gateway International Raceway
- Laguna Seca Raceway